# ويليام كاري هولدن
ويليام كاري هولدن (بالإنجليزية: William Curry Holden)‏ هو عالم إنسان ومؤرخ أمريكي، ولد في 19 يوليو 1896 في كولديج في الولايات المتحدة، وتوفي في 21 أبريل 1993 في لوبوك في الولايات المتحدة.